# Brancus poecilus
Brancus poecilus là một loài nhện trong họ Salticidae.
Loài này thuộc chi Brancus. Brancus poecilus được Lodovico di Caporiacco miêu tả năm 1949.